# Physocephala argentifera
Physocephala argentifera är en tvåvingeart som beskrevs av Enrico Adelelmo Brunetti 1923. Physocephala argentifera ingår i släktet Physocephala och familjen stekelflugor. Inga underarter finns listade i Catalogue of Life.